# Trusted Solaris
Trústed Soláris — власницька операційна система з гарантованою безпекою, заснована на технології ОС Solaris компанії Sun Microsystems. Винятковою особливістю системи є використання моделі обов'язкового контролю доступу.

## Основні частини Trusted Solaris
- Система реєстрації користувачів (Accounting)
- Контроль доступу заснований на ролях (Role-Based Access Control)
- Система аудиту (Auditing)
- Система розподілу пристроїв (Device Allocation)
- Система Обов'язкового Маркування Контролю Доступу (Mandatory Access Control Labeling)

ОС Trusted Solaris сертифікована Common Criteria за рівнем EAL4+ в профілях безпеки CAPP (контрольований доступ), RBAC (контроль доступу на основі ролей) та LSPP (захист інформації з використанням Labeled Security) для серверів SPARC та x64/x86. Це — основа для програми DODIIS Безпечної Робочої Станції.

## Solaris Trusted Extensions
16 січня 2007 року корпорація Sun Microsystems оголосила про випуск серії оновлень для операційної системи Solaris 10.
До складу нових засобів забезпечення інформаційної безпеки включені розширення Solaris Trusted Extensions, котрі захищають вразливі дані й прикладні системи за допомогою технології Labeled Security, яка раніше була доступною лише у високоспеціалізованих операційних системах (як, наприклад, Trusted Solaris) чи прикладних програмах. Ще одна нова функція, Secure By Default Networking, автоматично налаштовує систему користувача таким чином, щоб вона була несприйнятливою до мережевих атак — за рахунок відключення багатьох невикористовуваних сервісів та скорочення часу фактичної роботи з мережею, при цьому, з точки зору типових прикладних програм, повна функціональність системи зберігається.

## Сфери використання
ОС Trusted Solaris завдяки своїй системі безпеки позиціонується для використання у таких сферах:
- Фінанси
- Військова справа
- Керування складними системами безпеки
- Системи управління і збереження інформації силових структур спеціального призначення (розвідка, контррозвідка)

## Перспективи
Наразі власник ОС Solaris, корпорація Oracle, не планує розвивати Trusted Solaris як окрему операційну систему, обмежившись впровадженням Solaris Trusted Extensions в Solaris 10 та Solaris 11 Express.

## Системні вимоги
Для використання ОС Trusted Solaris необхідна така апаратна конфігурація:
- SUN SPARC або Intel Pentium сумісний процесор (X86)
- 128 Мб ОЗП
- 1-2 Гб вільного місця на жорсткому диску